# Youssef Aoun
Pour les articles homonymes, voir Aoun.
 (mai 2014).
Youssef Aoun, né le 9 décembre 1965 à Bwarfé, est un peintre, lithographe et graveur libanais.

## Biographie
Issu de Bfarwé, une commune du gouvernorat de Nabatieh au sud du Liban, Youssef Aoun est né le 9 décembre 1965. Après son baccalauréat libanais, il s'inscrit à l'Institut national des beaux-arts de Beyrouth et obtient son D.E.S. en dessin et peinture en 1989. Son parcours dans l'enseignement commence alors en 1991 à l'Académie libanaise des beaux-arts - Université de Balamand, jusqu'à ce jour et de 1998 à 2005, à la Lebanese American University à Beyrouth.
Il effectue plusieurs stages de techniques d'impression - gravure (1993), sérigraphie (2004), lithographie (2004) - à l'École nationale supérieure des beaux-arts de Paris et en 2005 il obtient son Master en Arts Plastiques de l'Académie libanaise des beaux-arts (ALBA) - Université de Balamand.
Parallèlement, il est membre de l'association des artistes peintres et sculpteurs libanais depuis 1991, membre du comité du syndicat des peintres et sculpteurs libanais depuis 2003, expose régulièrement au Liban et à l’étranger et participe à maintes biennales internationales, ateliers et symposiums divers.

## Expositions

### Expositions individuelles
- 2012/2013 - Sultan Gallery - Kuwait[4]
- 2012 - Agial art gallery - Beyrouth, Liban[5]
- 2009 - Association traverse - Mers Les Bains, France
- 2007 - The Sultan Gallery - Kuwait
- 2007 - Centre culturel français - Beyrouth, Liban
- 2006 - Magenta gallery - Milan -Italie
- 2005 - Galerie Claudine LEGRAND - Paris, France
- 2004 - Galerie Janine Rubeiz - Beyrouth, Liban
- 2003 - Mac 2000 - Paris, France
- 2002 - Manifestation d’Art Contemporain - Séoul, Corée du Sud
- 2002 - Association traverse - Mers Les Bains, France
- 2002 - Art Accès - Paris, France
- 2001 - Galerie Epreuve d’Artiste - Beyrouth, Liban
- 2001 - Mac 2000 - Paris, France
- 2000 - Mac 2000 - Paris, France
- 1999 - Académie Libanaise des Beaux Arts (ALBA) - Beyrouth, Liban
- 1998 - Galerie Epreuve d’Artiste – Beyrouth, Liban
- 1996 - Galerie Epreuve d’Artiste - Beyrouth, Liban
- 1994 - Galerie Epreuve d’Artiste - Beyrouth, Liban
- 1991 - Galerie Epreuve d’Artiste - Beyrouth, Liban

### Expositions collectives

#### Années 1980
- 1988 - Maison Libano-Allemande “Kulturzentrum” - Kaslik, Liban
- 1988 - Maison du Futur - Naccache, Liban
- 1988 - Galerie Platform - Achrafieh, Liban

#### Années 1990
- 1991 - Salon d’Automne, Musée Sursock - Beyrouth, Liban
- 1991 - Association des Artistes, Peintres et Sculpteurs Libanais - Beyrouth, Liban
- 1992 - Salon d’Automne, Grand Palais - Paris, France
- 1992 - Salon d’Automne, Musée Sursock - Beyrouth, Liban
- 1993 - Association des Artistes, Peintres et Sculpteurs Libanais - Beyrouth, Liban
- 1993 - Salon d’Automne, Musée Sursock - Beyrouth, Liban
- 1994 - Quand les peintres font du sport Galerie Alice Moghabghab - Beyrouth, Liban
- 1994 - Salon d’Automne, Musée Sursock - Beyrouth, Liban
- 1995 - Salon d’Automne, Musée Sursock - Beyrouth, Liban
- 1995 - Biennal El Charjah - Émirats arabes unis
- 1995 - Abstract Painting in Lebanese Art Alumni Association of the
- 1995 - Lebanese American University - Beyrouth, Liban
- 1995 - Exposition du Printemps, Ministère de la Culture - Beyrouth, Liban
- 1995 - Fête de la Musique Galerie Alice Moghabghab - Beyrouth, Liban
- 1996 - Salon d’Automne, Musée Sursock - Beyrouth, Liban
- 1996 - Green Art - Dubaï, Émirats arabes unis
- 1996 - Académie Libanaise des Beaux Arts (ALBA) - Beyrouth, Liban
- 1997 - Académie Libanaise des Beaux Arts (ALBA) - Beyrouth, Liban
- 1998 - Salon d’Automne, Musée Sursock - Beyrouth, Liban
- 1998 - Art Festival 98 International College - Beyrouth, Liban
- 1998 - The 7th International Biannual of Cairo - Égypte
- 1998 - Association des Artistes, Peintres et Sculpteurs Libanais - Beyrouth, Liban
- 1998 - Association des Artistes Peintres - Amman, Jordanie
- 1999 - Impressions, Galerie Maraya - Beyrouth, Liban
- 1999 - Des signes et des contours, Galerie Janine Rubeiz - Beyrouth, Liban
- 1999 - ARTUEL Foire internationale d’art contemporain, Galerie Épreuve d'Artiste - Beyrouth - Liban

#### Années 2000
- 2000 - Green Art - Dubaï, Émirats arabes unis
- 2000 - ARTUEL, Galerie Epreuve d'Artiste - Beyrouth, Liban
- 2000 - 1er Salon Coup de cœur, Palais de l'Unesco Beyrouth, Liban
- 2000 - First Biannual - Iran
- 2001 - Foire Strasbourg - Galerie Epreuve d’Artiste - Strasbourg, France
- 2001 - ARTUEL, Galerie Epreuve d'Artiste - Beyrouth, Liban
- 2002 - Galerie Claudine Legrand - Paris, France
- 2004 - Salon d’Automne - Musée Sursock, Liban
- 2004 - Galerie Claudine Legrand - Paris, France
- 2006 - Salon d’Automne - Musée Sursock, Liban

- 2008 - DIFC, Dubaï -Tamara Inja Gallery
- 2008 - Musée Gebran Khalil Gebran - 125e anniversaire, Becharreh
- 2008 - Exposition et Workshop de Gravures et Lithographies entre l’ALBA et CCF - Centre culturel Français, Liban

- 2009 - Contemporary Lebanese Artists - 35e anniversaire de l’ESCWA, Palais Unesco
- 2009 - Raja 'Nehme' Sertin - Liban

#### Années 2010
- 2010 - Salon d’Automne - Musée Sursock, Liban
- 2011 - Art fair, London - Artmed Gallery[6]
- 2011 - La Diaspora Libanaise Overseas - Mairie du VII arrondissement, Paris

- 2012 - Art fair, Abu Dhabi - Agial Gallery
- 2012 - Art fair, Beyrouth - Agial Gallery

## Symposiums et workshops
- 2000 - Workshop de gravures entre l’ALBA et l’INSBA avec Jean-Pierre Tanguy (graveur français) - Alba, Liban
- 2001 - Symposium El Chouf pour les techniques mixtes en peinture - Baakline, Liban
- 2003 - 1er Symposium International de Sculpture et de Peinture - Jbeil, Liban
- 2004 - Workshop de lithographies entre l’ALBA et l’INSBA avec Patrick Devreux (lithographe français) - Alba, Liban
- 2005 - Symposium Ehden de Sculpture et de Peinture - Ehden, Liban
- 2006 - Symposium Batroun de la Peinture - Batroun, Liban
- 2010 - Workshop de Gravures et de Sérigraphie avec Rimer Cardillo (artiste américain/ uruguayen) - Alba, Liban
- 2012 - Polish Exhibition Gravures Polonaises à l’ALBA – Commissaire de l’exposition
- 2012 - Workshop les Arts de la table avec Werner Bowens (artiste hollandais/français) - Alba, Liban

## Œuvres exposées en permanence
- Galerie Agial - Beyrouth, Liban
- The Sultan Gallery - Koweït
- Artmed Gallery - Londres

## Prix et distinctions
- 1995 - Prix Dorothy Salhab Kazemi pour les jeunes artistes
- 1995 - Musée Sursock - Beyrouth – Liban
- 1995 - Prix du Jury - Biennal El Charjah - Émirats arabes unis
- 1991 - Prix Dorothy Salhab Kazemi pour les jeunes artistes
- 1991 - Musée Sursock - Beyrouth, Liban
- 1988 - 1er prix - Maison du Futur - Naccache, Liban

## Collections particulières
- Musée Sursock - Beyrouth, Liban
- Bibliothèque nationale de France – Paris, France
- Musée national - Dubai, Émirats arabes unis
- Ministère de la culture - Liban